# Foden

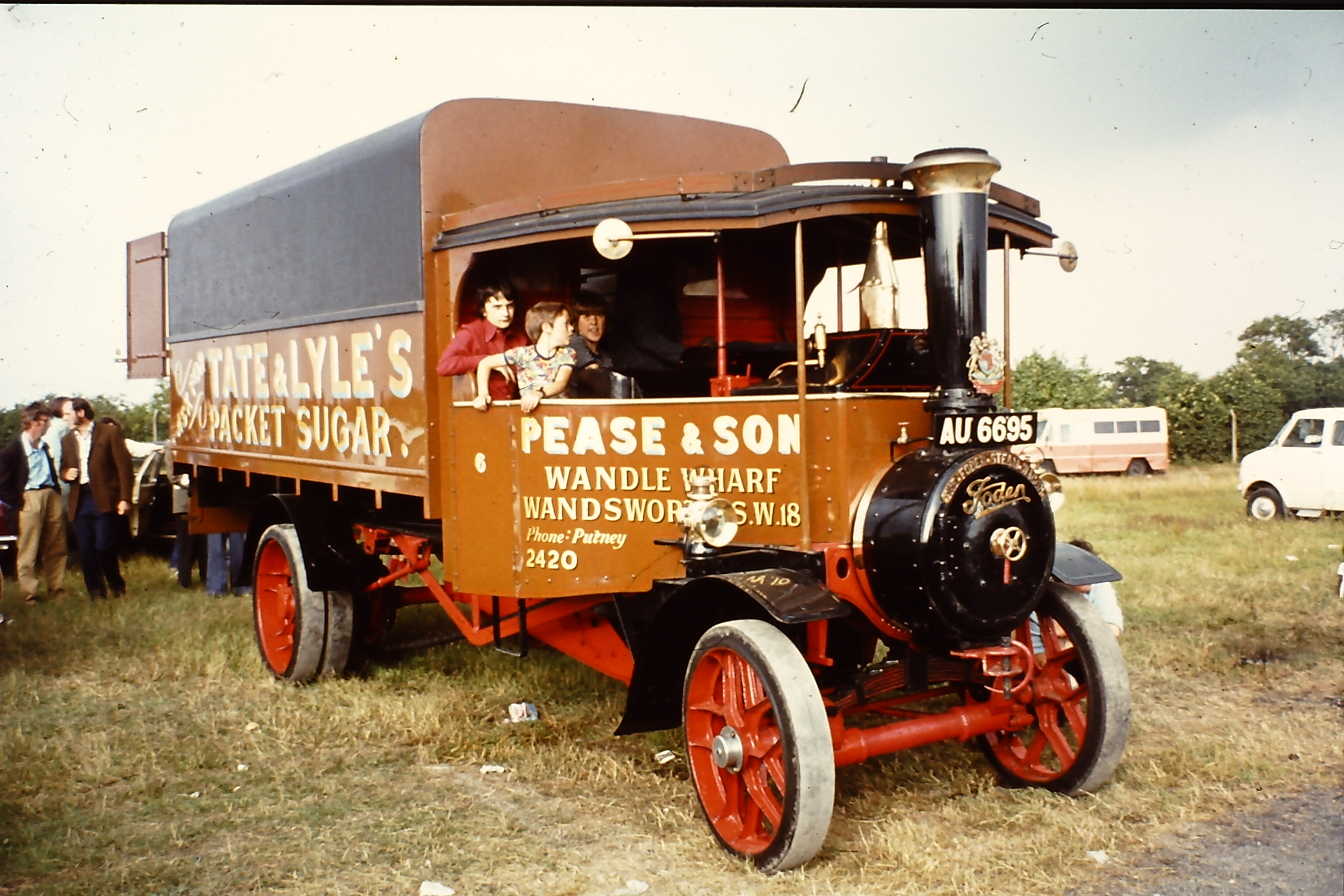
Foden vrachtwagen met stoomaandrijving

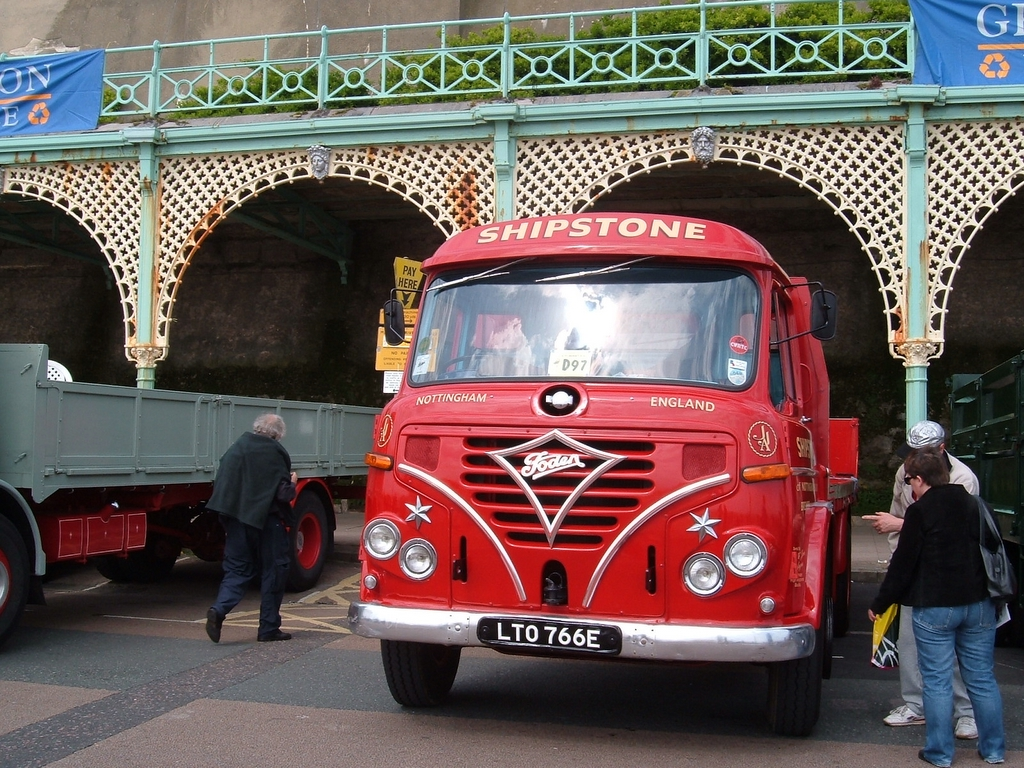
Foden S36 uit 1967

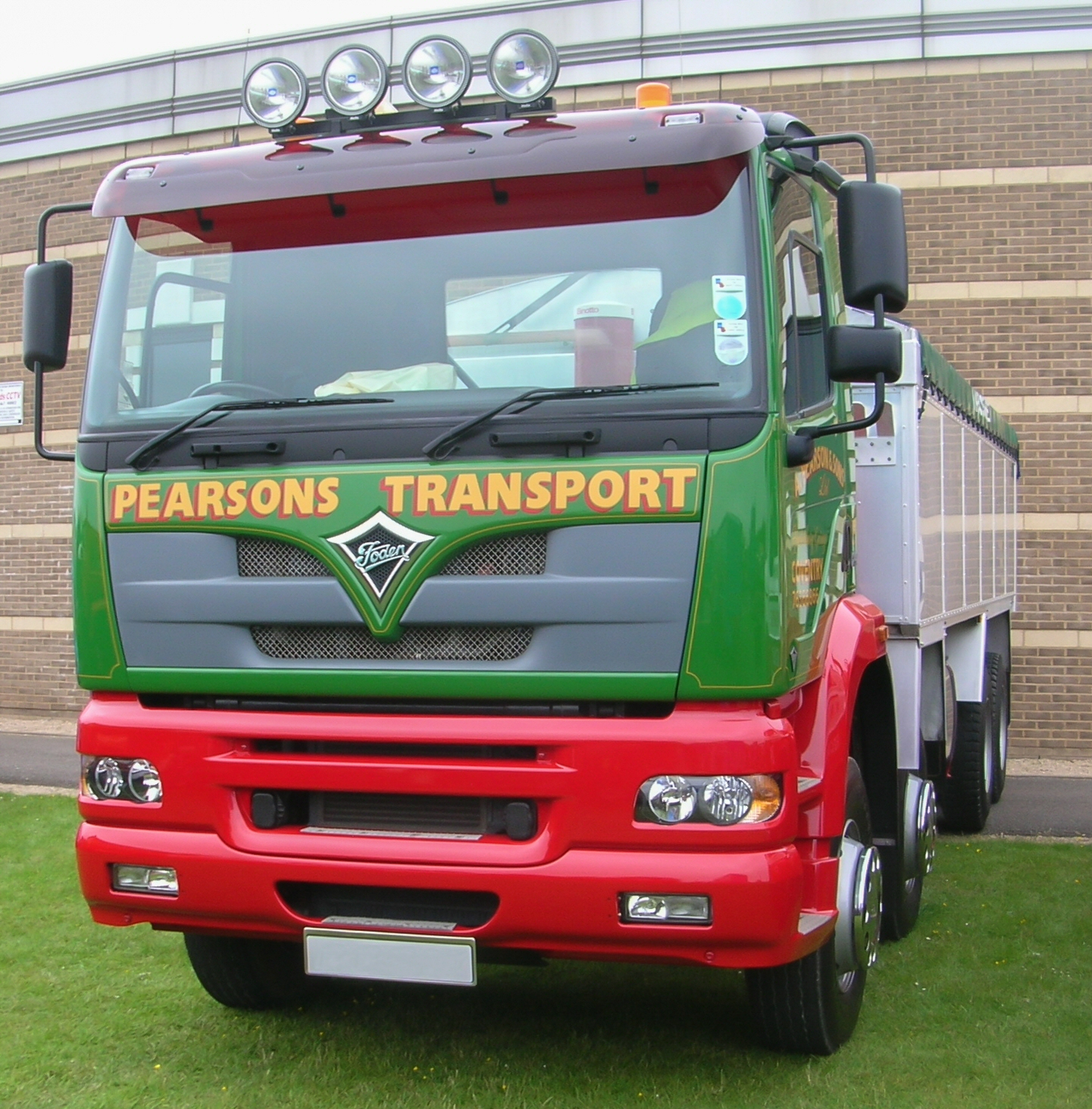
2004 Foden Alpha 3000

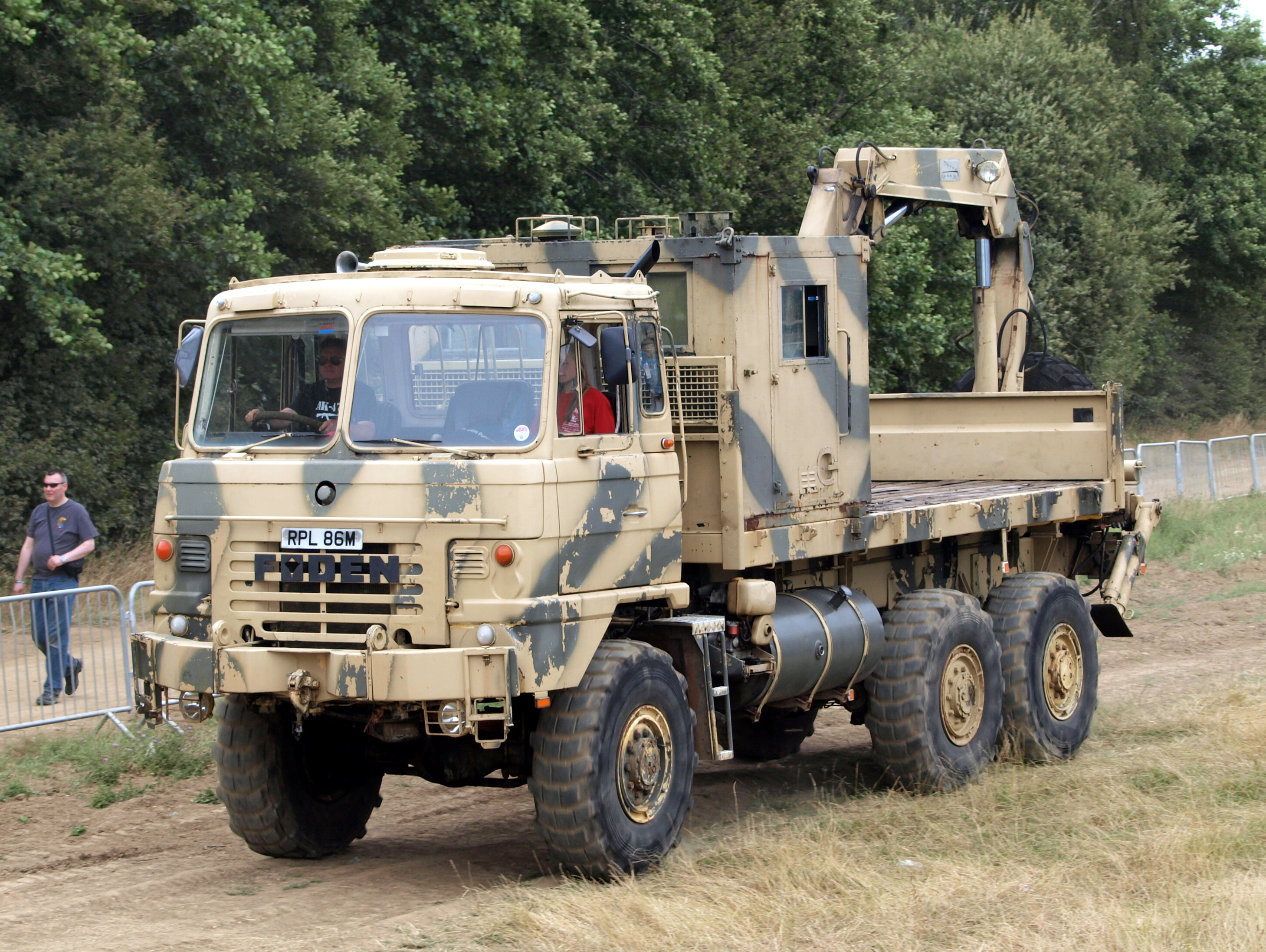
Foden artillerietrekker van de Britse landmacht

Foden was een Brits vrachtwagenmerk, overgenomen door Paccar in 1980.
In 1856 ging Edwin Foden (1841-1911) in de leer bij Plant & Hancock, een fabrikant van landbouwmachines. Een paar jaar later werd hij partner in het bedrijf. Na de pensionering van George Hancock in 1887 werd het bedrijf omgedoopt in Edwin Foden Sons & Co Ltd. Het bedrijf produceerde industriële motoren, evenals kleine stationaire stoommachines en vanaf 1880 ook tractors. Met deze kennis breidde hij de activiteiten uit met vrachtwagens in 1896. Foden beweert het oudste vrachtwagenmerk ter wereld te zijn (Tatra doet dit ook). 
In 1930 verliet zijn zoon, Edwin Richard (1870-1950) het bedrijf. Hij zag een grotere toekomst in vrachtwagens uitgerust met dieselmotoren. Hij richtte een concurrent op met zijn initialen, ERF. Foden zelf bleef vasthouden aan stoommachines, maar in 1932 zag Foden ook dat diesel de toekomst was en maakte de overstap. De productie van stoommachines daalde snel en in 1934 verliet de laatste de fabriek. Foden maakte gebruik van Gardner dieselmotoren.
Na de Tweede Wereldoorlog was er een opleving. Begin jaren ’70 werd er geïnvesteerd in een nieuwe fabriek, maar deze investering en de economische neergang brachten het bedrijf in financiële problemen. Het kreeg staatssteun van de Labour-regering van Harold Wilson. In 1977-1978 behaalde het bedrijf weer redelijke resultaten mede dankzij grote orders voor de Britse landmacht. De opleving was van korte duur en uitstel van betaling werd aangevraagd. In 1980 werd Foden overgenomen door de Amerikaanse vrachtwagenfabrikant Paccar. 
Foden heeft een grote aanhang in Groot-Brittannië, maar daarbuiten is het vrij onbekend. Na de overname van Leyland door Paccar werd nog een tijdlang Fodens verkocht met DAF cabines en andere componenten en werd de productie verplaatst naar de Leyland-fabriek. Paccar besloot in 2005 het merk te laten vallen en in 2006 werd de laatste Foden geproduceerd. Deze staat in een museum in Leyland.

## Naslagwerken
- (en)  Wobbe Reitsma, Foden Export Vehicles, Old Pond Publishing 2017. ISBN 978-1910456767
- (en)  Wobbe Reitsma, Foden Special Vehicles, Roundoak, 2012. ISBN 978-1871565553
- (en)  Pat Kennett, Foden Story: From Farm Machinery to Diesel Trucks, Patrick Stephens Ltd. ISBN 978-0850593006
- (en)  Peter Davies, Foden: A Pictoral History, Roundoak, 2005.
- (en)  Harold Nancollis, Foden - My life with the company, Venture Publications, 1996. ISBN 978-1898432142